# Острова Фюрно
Острова́ Фюрно́ (англ. Furneaux Group, палава-кани Tayaritja) — группа из 52 островов, лежащих в восточной части пролива Басса между австралийскими штатами Виктория и Тасмания. Крупнейшие острова в группе — Флиндерс (1340 км²), Кейп-Баррен (465 км²) и Кларк (82 км²).

## География

Группа островов Фюрно

Группа островов Фюрно — остатки некогда существовавшего сухопутного моста, который соединял остров Тасмания с материковой частью Австралии. Время затопления этого моста неизвестно: предположительно это произошло 12-18 тысяч лет назад. В этот период в результате водной эрозии происходило образование  геологических формаций на островах Фюрно.
Примерно 1/3 часть островов покрыта гранитными горами, достигающими высоты до 700 м и более. Примерно половина островов в группе Фюрно представляют собой дюны с родственными почвенными отложениями. Во многих низменных местах с множеством лагун можно найти эстуариевые пласты из песка, глины и гальки. На островах очень мало непересыхающих рек, большинство из них появляется только после дождя.
Из-за разного количества осадков, высотности, геологического строения и ландшафта на острова большое разнообразие почв и форм растительности. Вдоль прибрежных дюн преобладают почвы с большим содержанием извести, на мягковолнистых равнинах — монофракционный песок и неоднородные почвы.
Климат островов субтропический океанический, мягкий, так как море защищает от резких изменений температуры. Среднегодовое количество осадков от 600 мм на юго-западе до 800 мм в центральной холмистой части островов. Преобладают ветра западного направления, которые могут дуть беспрерывно в течение нескольких дней в конце зимы — начале весны. В летние месяцы дуют прохладные морские бризы.
На островах Фюрно замечено большое количество растений — около 800—900 видов.

## История
Острова названы в честь британского мореплавателя Тобиаса Фюрно, который исследовал эту местность в 1773 году.

## Население
Когда в прошлом материковая часть Австралии была соединена с Тасманией сухопутной перемычкой, острова Фюрно служили мостом, через который австралийские аборигены добрались до острова Тасмания. Позже эта перемычка была затоплена, и на острове Тасмания началось формирование своей уникальной культуры и традиций. В 1797 году европейцы стали заниматься промыслом тюленей на островах Фюрно. Позже многие из них женились на местных аборигенках. Однако появление чужеземцев на острове Тасмания и Фюрно привело к полному истреблению местных жителей (современные жители — метисы).
В настоящее время из более чем 50 островов только на трёх есть постоянное население: на островах Флиндерс, Кейп-Баррен и Кларк. На территории островов расположены пять поселений: Килликрэнки (англ. Killiecrankie), Эмита (англ. Emita), Леди-Бэррон (англ. Lady Barron), Кейп-Баррен-Айсленд (англ. Cape Barren Island) и Уайтмарк (англ. Whitemark), являющееся административным центром муниципалитета острова Флиндерс. Жители занимаются овцеводством, разводят гусей, производят шерсть. В последнее время развивается туризм.